# Steel Rain 2: Summit
Série
Steel Rain
(2017)
Pour plus de détails, voir Fiche technique et Distribution.
Steel Rain 2: Summit (hangeul : 강철비2: 정상회담 ; RR : Gangcheolbi 2: Jeongsanghwedam) est un thriller sud-coréen écrit et réalisé par Yang Woo-seok et sorti en 2020 en Corée du Sud. C'est la suite de Steel Rain (2017) du même réalisateur, mais bien que les personnages principaux soient joués par les mêmes acteurs, ils interprètent cependant des personnages différents du premier volet.
Le film met en scène un sommet tripartite entre les présidents sud-coréen, nord-coréen et américain lors duquel ces derniers sont enlevés et retenus dans un sous-marin nucléaire nord-coréen.
Il totalise plus de 1,5 million d'entrées au box-office sud-coréen de 2020, bien moins que les 4,5 millions du premier volet mais le contexte de pandémie de Covid-19 en Corée du Sud a sans doute nuit à son exploitation.

## Synopsis
Afin de trouver un traité de paix entre la Corée du Nord et les États-Unis, le président sud-coréen Han Kyeong-Jae (Jeong Woo-seong) participe à un sommet avec le leader nord-coréen (Yoo Yeon-seok (en)) et le président des États-Unis (Angus Macfadyen). Dans l'intervalle, un coup d'État a lieu en Corée du Nord, mené par le chef du commandement de la garde suprême (en) qui s’oppose à tout traité de paix. C'est alors que les trois dirigeants sont enlevés et détenus dans un sous-marin nucléaire nord-coréen, provoquant une crise risquant de dégénérer à tout moment.

## Fiche technique
- Titre original : 강철비2: 정상회담
- Titre international : Steel Rain 2: Summit
- Réalisation et scénario : Yang Woo-seok
- Musique : Kim Tae-seong
- Montage : Kim Sang-bum
- Société de production : Studio Genius Woojeung[1]
- Société de distribution : Lotte Cultureworks
- Pays d’origine :  Corée du Sud
- Langue originale : coréen
- Format : couleur
- Genre : thriller
- Durée : 131 minutes
- Date de sortie :
  -  Corée du Sud : 29 juillet 2020

## Distribution
- Jeong Woo-seong : Han Kyeong-Jae, le président de la Corée du Sud
- Kwak Do-won : le chef du commandement de la garde suprême (en)
- Yoo Yeon-seok (en) : le leader nord-coréen
- Angus Macfadyen : le président des États-Unis
- Jo Woo-jin : le capitaine du sous-marin sud-coréen

## Production

### Développement
Le scénariste et réalisateur Yang Woo-seok souhaite proposer une anticipation cinématographique sur l'avenir des deux Corées. Selon lui, le film précédent montrait le déclenchement d'une guerre entre les deux Corées, tandis que ce film montre une « approche plus réaliste de la situation dans la péninsule coréenne qui dépasse les deux pays ». Il veut également présenter le fait que le sort et la stabilité de la péninsule coréenne sont en fait déterminés par d'autres pays. Il explique que le film a trois facettes différentes : le contexte historique et la politique internationale derrière le conflit, certains éléments de comédie noire, et les scènes de bataille sous-marines. Il craint que les longs dialogues du début puissent ennuyer les spectateurs, mais les trouvent essentiels pour expliquer la complexité des relations inter-coréennes.
Il décrit en outre la lutte pour le pouvoir à l'intérieur du sous-marin comme une métaphore du conflit inter-coréen, laissant entendre qu'une suite future pourrait concerner les familles.

### Distribution
Yang Woo-seok reprend les mêmes acteurs mais change leurs rôles, en particulier leurs camps. Quelques changements sont apportés aux autres acteurs de Chine, du Japon et des États-Unis. Yang considère cette distribution internationale comme un symbole de la dynamique régionale actuelle qui restera la même, même si la Corée du Sud et la Corée du Nord changent d'approche, car la géopolitique dans la région est décidée par des facteurs externes.
Jeong Woo-seong, qui joue le président sud-coréen, estime que le film montre la péninsule coréenne « d'un point de vue froidement réfléchi ». Il étudie beaucoup l'histoire des sommets inter-coréens et a dû imaginer ce que les dirigeants pensaient de l'avenir, de la péninsule coréenne et du type de manière dont ils dirigeaient les sommets. Il décrit le film comme un thriller d'action au lieu d'un film moral. Yoo Yeon-seok (en), qui interprète le leader nord-coréen, est initialement réticent à jouer le rôle car il ne peut pas s'imaginer jouer un leader nord-coréen. Il déclare que le film présente des situations géopolitiques de manière réaliste, mais que sa fiction lui permet de créer son propre personnage : un leader qui ressent une forte pression pour maintenir le régime contre les superpuissances régionales. L'acteur écossais Angus Macfadyen est choisi pour jouer le président des États-Unis. Il considère son personnage comme un homme vulgaire et narcissique qui pense avoir toujours raison et les autres torts. Kwak Do-won, qui joue le chef du commandement de la garde suprême (en), pense que son personnage n'est pas simplement un méchant. Étant donné que la Corée du Nord montre des attitudes différentes envers la Corée du Sud dans le monde réel, il essaye de décrire un aspect de la Corée du Nord qui contraste avec le personnage de Yoo.

### Tournage
Le tournage commence le 27 août 2019. Sur le plateau, Yoo Yeon-seok ressent « la même pression psychologique que s'il était dans des profondeurs sombres ». Il ajoute en outre que l'espace restreint aide à décrire les moindres changements dans la relation de pouvoir et les émotions avec plus de sensibilité.

## Box-office
Le film fait ses débuts à la première place du box-office sud-coréen, attirant un million de téléspectateurs en seulement cinq jours,,. Les résultats sont cependant décevants et inférieurs au premier volet, mais honnêtes compte tenu de la pandémie de Covid-19 en Corée du Sud,.